# Werner Ulrich (Zoologe)

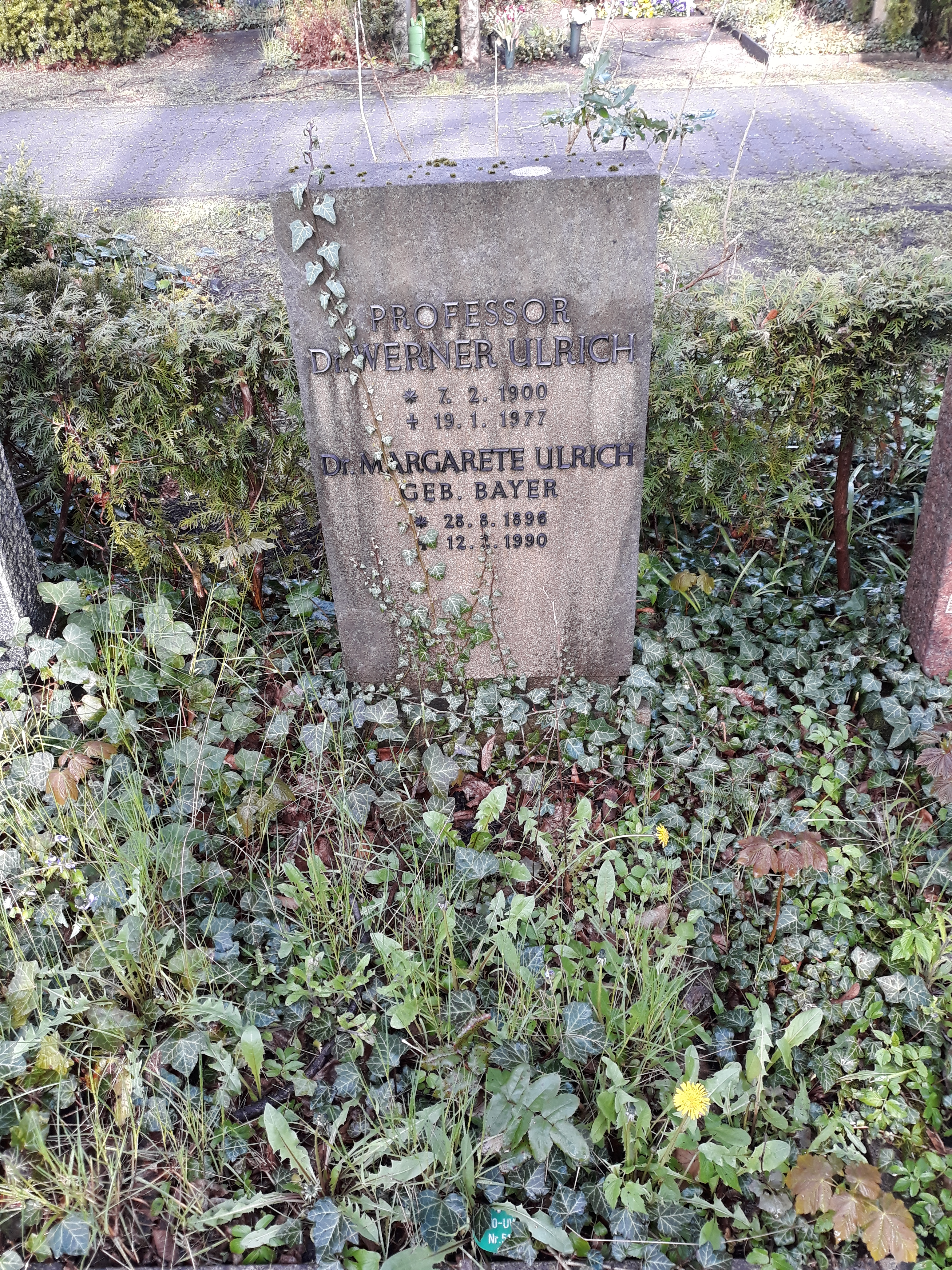
Das Grab von Werner Ulrich und seiner Ehefrau Margarete geborene Bayer auf dem Friedhof Wilmersdorf in Berlin

Werner Ulrich (* 7. Februar 1900 in Berlin; † 19. Januar 1977 ebenda) war ein deutscher Zoologe.

## Leben
Werner Ulrich studierte Biologie bei Paul Schulze in Berlin. Nach kurzem Aufenthalt in Rostock kehrte er 1926 an das Zoologische Institut der Landwirtschaftlichen Hochschule in Berlin zurück und habilitierte sich dort. 1934 wurde er Leiter des Instituts für Bienenkunde in Berlin-Dahlem, das 1937 zwangsweise in die Friedrich-Wilhelms-Universität eingegliedert wurde. Ulrich war in dieser Zeit auch in der 1935 gegründeten SS-Forschungseinrichtung Ahnenerbe tätig. Am 25. Juni 1939 wurde sein Amtsvorgänger am Dahlemer Institut, Ludwig Armbruster, von Werner Ulrich wegen jüdischer Kontakte denunziert. Im selben Jahr wurde Werner Ulrich zum a.o. Professor berufen. 1943 wurde er zu einem Reserve-Polizeibataillon eingezogen und geriet 1945 kurzzeitig in Kriegsgefangenschaft. Ulrich behielt nach 1945 seine Stelle und war auch Direktor des Zoologischen Museums an der Friedrich-Wilhelms-Universität. Er wurde dann nach 1949 Gründungsdekan der Naturwissenschaftlichen Fakultät der Freien Universität in Westberlin. Als Direktor des Zoologischen Instituts der Freien Universität Berlin ging er 1965 in den Ruhestand.
Werner Ulrich war seit 1927 mit der Biologin Margarete Bayer verheiratet und hatte eine Tochter.